# Episodi di 14º Distretto (prima stagione)
La prima stagione della serie televisiva 14º Distretto è stata trasmessa in anteprima in Germania da Das Erste tra il 16 dicembre 1986 e il 20 gennaio 1987.
| nº | Titolo originale               | Titolo italiano | Prima TV Germania | Prima TV Italia |
| -- | ------------------------------ | --------------- | ----------------- | --------------- |
| 1  | Mensch, der Bulle ist 'ne Frau | inedito         | 16 dicembre 1986  | inedito         |
| 2  | Speedy                         | inedito         | 23 dicembre 1986  | inedito         |
| 3  | Prosit Neujahr                 | inedito         | 30 dicembre 1986  | inedito         |
| 4  | Amamos und Konsorten           | inedito         | 6 gennaio 1987    | inedito         |
| 5  | Der Champ                      | inedito         | 13 gennaio 1987   | inedito         |
| 6  | Fahrerflucht                   | inedito         | 20 gennaio 1987   | inedito         |